# پارگی مری ۸۱۷۵
سیارکِ ۸۱۷۵ (به انگلیسی: 8175 Boerhaave، نامگذاری: 1991VV5) هشت هزار و صد و هفتاد و پنجمین سیارک کشف‌شده است که در ۲ نوامبر ۱۹۹۱ کشف شد.
قدر مطلق سیارک برابر ۱۲٫۳۰ است.